# El Zulia Ilustrado
El Zulia Ilustrado fue la primera revista de Venezuela y la primera publicación periódica venezolana que reprodujo imágenes fotográficas y fotograbado. Editada a finales del siglo XIX en la ciudad de Maracaibo, estado Zulia, fue creada por el periodista maracaibero Eduardo López Rivas con el objeto de dar a conocer el estado Zulia en Venezuela y en el exterior.

## Diseño y circulación

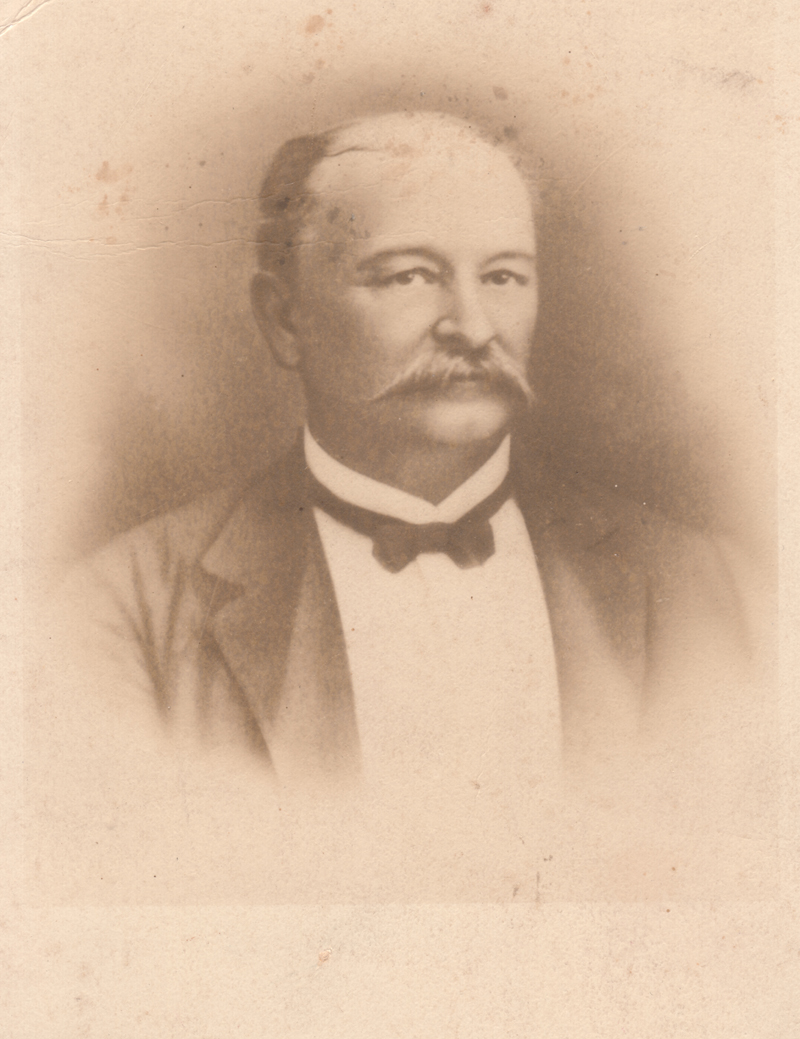
Eduardo López Rivas, editor de "El Zulia ilustrado"

El primer número apareció el 24 de octubre de 1888, para conmemorar el centenario del nacimiento del general Rafael Urdaneta, prócer de la Independencia de Venezuela. El último número se editó en diciembre del año 1891, cerrando el ciclo de vida de tres años de la revista.
El Zulia Ilustrado circulaba en Venezuela y en el exterior y se editaba en uno de los establecimientos tipográficos más sofisticados de América, la Imprenta Americana, propiedad de Eduardo López Rivas. Era una revista elegante, en papel satinado, de muy interesante contenido, gran calidad de diseño y excelente impresión. Todos los artículos comenzaban con letras capitulares de hermosos decorados y los títulos mezclaban refinados tipos de letras. En su prólogo de la edición facsímil  de la revista, Pedro Guzmán hijo escribe: La hermosa revista literaria El Zulia Ilustrado, era impresa con nitidez, buen gusto tipográfico e interesante lectura.
En sus tres años de vida se publicaron 35 números a tres columnas, con artículos  de 45 autores diferentes y 108 grabados. El total de páginas de la colección fue de 315, todas numeradas a excepción de la portada y el índice.
La revista no tenía ningún aviso comercial, ni tampoco el precio del número o subscripción a la vista, como era usual en la época. Se financiaba con las ventas y los fondos personales del director, comprometido profundamente en promover su amada tierra.
Es sabido que López Rivas nunca aceptó contribuciones del gobierno para ninguna de sus publicaciones, ya que mantuvo siempre una actitud adversa a los abusos de los políticos. Prueba de ello es toda su vida periodística y los diferentes periódicos a su cargo, como el diario El Fonógrafo, cerrado repetidas veces por la censura del gobierno del dictador Antonio Guzmán Blanco.

## Contenido

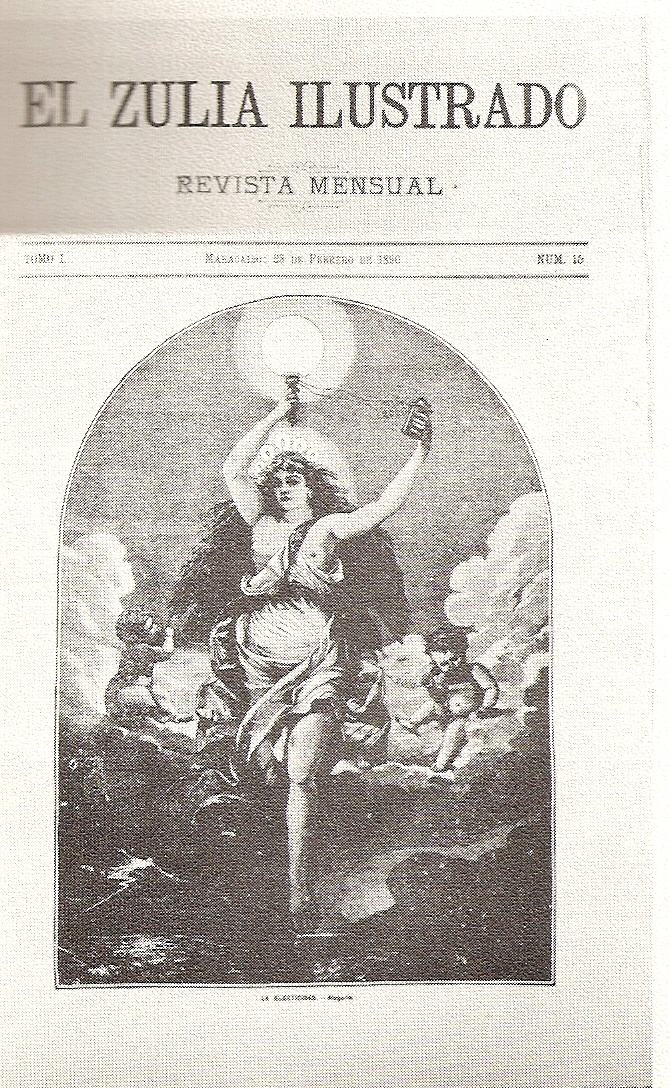
Página de El Zulia ilustrado con una alegoría a la electricidad, recién instalada en la ciudad de Maracaibo

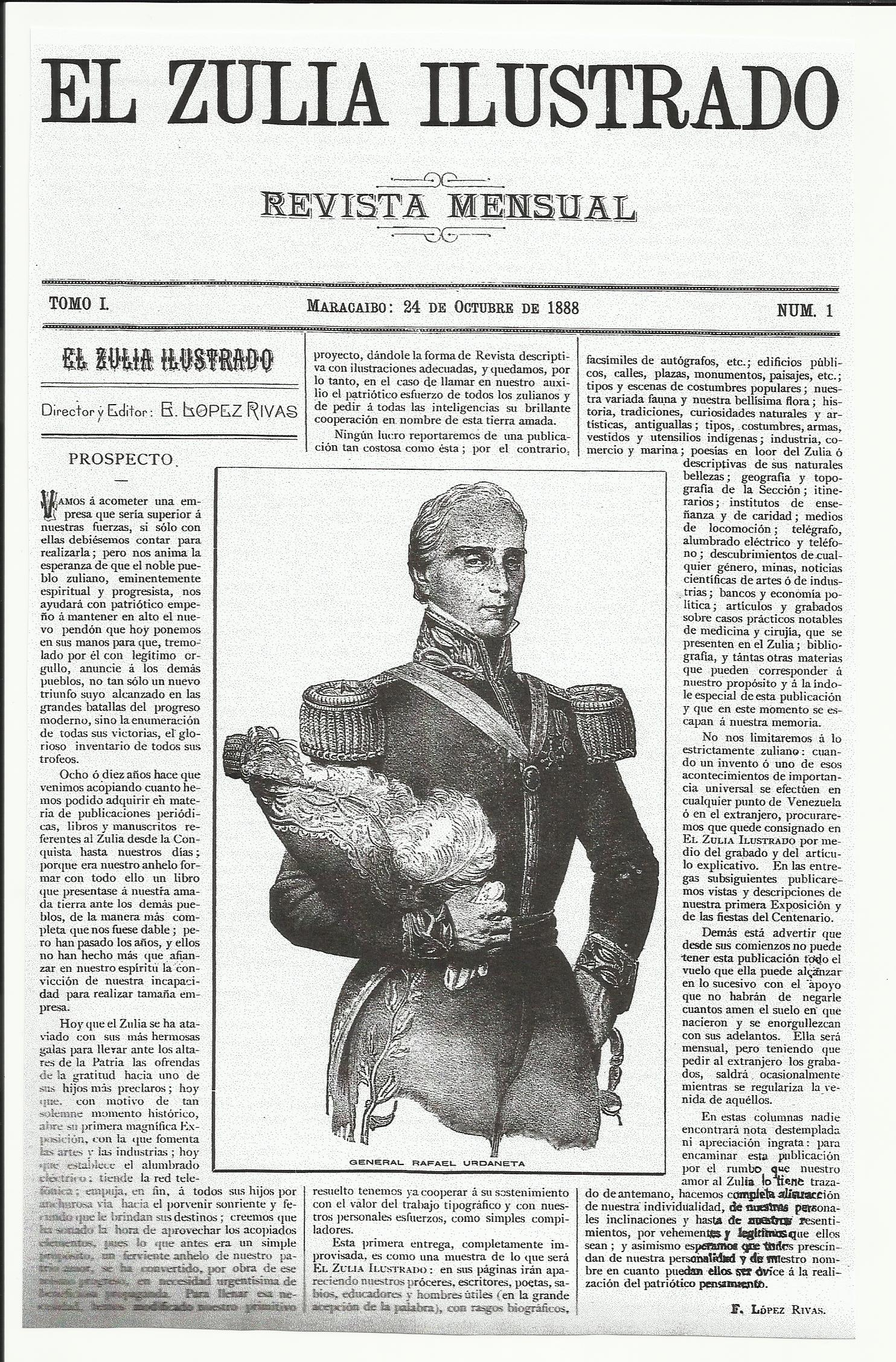
Grabado de Rafael Urdaneta en el primer número de "El Zulia ilustrado" en 1888.

La revista se creó con el propósito de promover la región zuliana, dentro y fuera de Venezuela, y por ello su contenido estaba dedicado al Estado Zulia. Todos los números tenían ilustraciones de próceres zulianos, poetas, personalidades, edificios y paisajes de la región. Pedro Guzmán hijo escribe que «contenía poemas, biografías, costumbres y leyendas del escenario regional donde hizo carrera».
López Rivas era un editor brillante. Un hombre ilustrado, de firmes convicciones y gran amante de su región. Con esta hermosa revista quiso dar a conocer el Estado Zulia en el país y en el extranjero, presentando las mejores imágenes de sus paisajes y sus gentes. En la portada de la revista podía leerse el propósito de la misma, escrito por López Rivas: Revista mensual fundada con el objeto de dar a conocer en el resto del país y en el extranjero al Zulia, en todas sus producciones y bellezas naturales y en todas sus manifestaciones de progreso. En las páginas interiores explica que El Zulia Ilustrado sale a circulación para registrar en sus páginas todo lo que el Zulia ha tenido y tiene, de notable, de glorioso y de útil.
El Zulia Ilustrado contenía artículos escritos por las más destacadas plumas del Zulia y de Venezuela; todos de interesante contenido histórico, cultural, ambiental y costumbrista. Los números incluían siempre un personaje ilustre y con mucha frecuencia poesías dedicadas a Maracaibo y a su lago, que inspiraban en esa época a los poetas de la región. Los artículos históricos estaban presentes en todas las ediciones; desde las batallas de la independencia hasta los filibusteros que atacaban a Maracaibo.

## Pionera en imágenes
El Zulia Ilustrado ocupa un lugar muy importante en la historia de la imprenta en Venezuela, ya que fue la primera publicación periódica del país en reproducir imágenes fotográficas y fotograbado. Las imágenes fueron un gran atractivo de la revista, porque representaban novedad para el lector. Muchos de los grabados eran dibujos hechos por el mismo López Rivas, dibujante profesional, educado en Francia; profesor de dibujo natural, de elaboración de planos y de mapas geográficos. Todos los grabados eran de extraordinaria calidad y daban fe exacta de los paisajes del Zulia, la historia de la región y sus héroes; del lago, la ciudad de Maracaibo, los edificios importantes, los indígenas y la flora y fauna zulianas.
En la edición del 31 de marzo de 1889, aparecieron dos fotografías de excelente impresión y nitidez, identificadas en la página como grabado 1 y grabado 2. Corresponden a un paciente del Hospital Chiquinquirá de Maracaibo al que se le practicó una operación para extirparle un enorme tumor en la región del cuello, hombro y pectoral anterior. La operación representó entonces un importante éxito quirúrgico para el Zulia, que López Rivas quiso destacar en la revista...solicitamos al señor doctor Flores las fotografías que sabíamos que había sacado del paciente, antes y después de la operación, le encargamos los grabados 1 y 2...

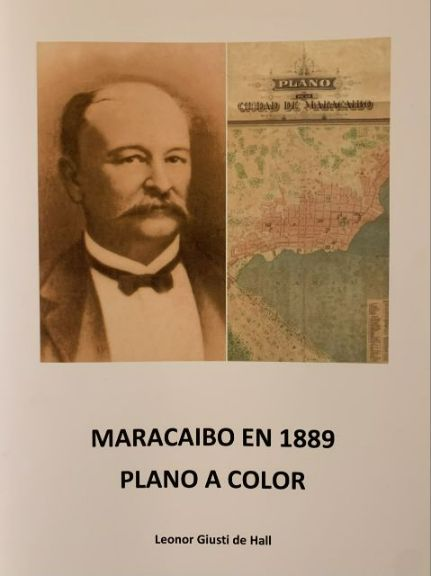
Portada del libro de Leonor Giusti de Hall, sobre el análisis del primer plano a color de la ciudad Maracaibo, publicado por la revista “El Zulia ilustrado” en 1890

## Primer Plano topográfico a color de Maracaibo
En El Zulia ilustrado apareció el primer plano topográfico a color de la ciudad de Maracaibo. El plano, cuyo levantamiento topográfico es obra de Eduardo López Rivas, fue publicado en 1890, en una página completa del número 22 de la revista. Profesor de dibujo natural y elaboración de mapas geográficos, Eduardo López Rivas había realizado estudios de cartografía en Francia, país precursor en la materia y en el desarrollo de instrumentos geodésicos. Hizo el levantamiento del plano de Maracaibo con exactas dimensiones y localización de las edificaciones de la ciudad. Lo confeccionó a escala, con indicaciones de orientación. Con simbología que expresa, y diferencia claramente, la ocupación urbana y la zona rural. Así mismo los límites acuáticos, la hidrografía y la cobertura vegetal de la planicie de Maracaibo. La precisión del plano permite medir las distancias y localizar las edificaciones y la red vial. Aparece acompañado de una lista con referencias de ubicación de iglesias, escuelas, edificios notables y calles de Maracaibo. La presentación de este plano de la ciudad reflejaba el objetivo de la revista de promocionar al Estado Zulia. Al respecto Eduardo López Rivas escribe así en la edición:
«Hacía falta un plano topográfico de Maracaibo que, por la modicidad de su precio, pudiese salir en la maleta del viajero como un recuerdo de la ciudad, figurar en todas las oficinas y contribuir con su profusa circulación fuera del estado, al mejor conocimiento de la capital del Zulia».

## Legado deEl Zulia Ilustrado
El Zulia Ilustrado dejó para la posteridad una documentación detallada, escrita y visual, de la región zuliana de finales del siglo diecinueve. Los grabados de las plazas y edificios de Maracaibo, son una representación artística exacta de la apariencia que la ciudad tenía por entonces, al igual que las imágenes del lago, los indígenas y otras poblaciones del Estado Zulia. Los interesantes y bien documentados textos forman todos parte de la historia del Zulia, con su correspondiente significado para la investigación.

## Reconocimientos
- El Zulia Ilustrado es el nombre del Premio Regional de Periodismo, Mención Diseño y Diagramación, que otorga todos los años la Gobernación del Estado Zulia, en Maracaibo, al periodista más destacado en diseño gráfico y artes de página.[7]

- En honor a Eduardo López Rivas y a El Zulia Ilustrado, la Fundación Belloso de Maracaibo publicó en 1965, una edición facsímil de la revista. Esta edición es una obra de consulta permanente de historiadores, universidades, profesores y estudiantes del Zulia y de Venezuela.[8]

- Con motivo de cumplirse el 24 de octubre de 2013, los 125 años de la primera edición de la revista, La Biblioteca Nacional de Venezuela expuso por primera vez al público los originales de El Zulia ilustrado. La exposición tuvo lugar en la sala de exposiciones de la Hemeroteca Nacional en Caracas.[4]